# 斯平加尔苍鹰足球俱乐部
斯平加尔苍鹰（德語：De Spinghar Bazan，波斯語：‎）足球俱乐部是阿富汗的一个足球队，代表着阿富汗的东部地区。他们现在混迹于阿富汗超级足球联赛。

## 队名来源
斯平加尔山（Spinghar），或者直译为“白山”，是兴都库什山脉的一部分，并且位于阿富汗和巴基斯坦边境。斯平加尔山大多山峰坡度较陡，一些地方海拔超过4500米，终年积雪。阿富汗东部很多省份远远看去都以此山为背景。

“Bazan”意为鹰，或苍鹰，苍鹰在阿富汗的许多省份都可以看见，尤其是那些气候寒冷的地方。它们在那些地区一般都用于捕猎，小巧的身躯和短小的翅膀帮助他们在茂密的丛林中穿行，完全不像他的兄弟猎鹰和老鹰一样庞大。

斯平加尔苍鹰足球俱乐部代表着阿富汗的东部地区，并且也期望与他们的吉祥物一样灵活、快速、有效率。他们希望获得2012年阿富汗超级足球联赛冠军。